# Lista över USA:s delstater och territorier
Den här artikeln är en lista över USA:s 50 delstater och 5 territorier. 
Se Anmärkningar för begreppsförklaringar.

## Karta

### Delstatshuvudstäder
Huvudstäderna är säte för delstatstyret i respektive delstat. I varje delstat finns en guvernör, lagstiftande församling samt ett eget domstolsväsen.

## Delstater
| Flagga               | Namn           | Förkort- ning | Huvudstad      | Största stad   | Area, tusental km² | Befolkning (år 2017) | Anslutning till unionen | Smeknamn                                         |
| -------------------- | -------------- | ------------- | -------------- | -------------- | ------------------ | -------------------- | ----------------------- | ------------------------------------------------ |
| Alabama              | Alabama        | AL            | Montgomery     | Birmingham     | 131,4              | 4 874 747            | 14 december 1819        | Heart of Dixie, Camellia State                   |
| Alaska               | Alaska         | AK            | Juneau         | Anchorage      | 1518,8             | 739 795              | 3 januari 1959          | Last Frontier                                    |
| Arizona              | Arizona        | AZ            | Phoenix        | Phoenix        | 295,3              | 7 016 270            | 14 februari 1912        | Grand Canyon State                               |
| Arkansas             | Arkansas       | AR            | Little Rock    | Little Rock    | 137,8              | 3 004 279            | 15 juni 1836            | Natural State, Razorback State                   |
| Colorado             | Colorado       | CO            | Denver         | Denver         | 269,9              | 5 607 154            | 1 augusti 1876          | Centennial State                                 |
| Connecticut          | Connecticut    | CT            | Hartford       | Bridgeport     | 13,0               | 3 588 184            | 9 januari 1788 *        | Constitution State, Nutmeg State                 |
| Delaware             | Delaware       | DE            | Dover          | Wilmington     | 5,3                | 961 939              | 7 december 1787 *       | First State, Diamond State                       |
| Florida              | Florida        | FL            | Tallahassee    | Jacksonville   | 151,9              | 20 984 400           | 3 mars 1845             | Sunshine State                                   |
| Georgia              | Georgia        | GA            | Atlanta        | Atlanta        | 152,6              | 10 429 379           | 2 januari 1788 *        | Empire State of the South, Peach State           |
| Hawaii               | Hawaii         | HI            | Honolulu       | Honolulu       | 16,6               | 1 427 538            | 21 augusti 1959         | Aloha State                                      |
| Idaho                | Idaho          | ID            | Boise          | Boise          | 216,4              | 1 716 943            | 3 juli 1890             | Gem State                                        |
| Illinois             | Illinois       | IL            | Springfield    | Chicago        | 149,9              | 12 802 023           | 3 december 1818         | Prairie State                                    |
| Indiana              | Indiana        | IN            | Indianapolis   | Indianapolis   | 92,9               | 6 666 818            | 11 december 1816        | Hoosier State                                    |
| Iowa                 | Iowa           | IA            | Des Moines     | Des Moines     | 145,8              | 3 145 711            | 28 december 1846        | Hawkeye State                                    |
| Kalifornien          | Kalifornien    | CA            | Sacramento     | Los Angeles    | 411,0              | 39 536 653           | 9 september 1850        | Golden State                                     |
| Kansas               | Kansas         | KS            | Topeka         | Wichita        | 213,0              | 2 913 123            | 29 januari 1861         | Sunflower State                                  |
| Kentucky             | Kentucky       | KY            | Frankfort      | Louisville     | 104,6              | 4 454 189            | 1 juni 1792             | Bluegrass State                                  |
| Louisiana            | Louisiana      | LA            | Baton Rouge    | New Orleans    | 125,6              | 4 684 333            | 30 april 1812           | Pelican State                                    |
| Maine                | Maine          | ME            | Augusta        | Portland       | 86,1               | 1 335 907            | 15 mars 1820            | Pine Tree State                                  |
| Maryland             | Maryland       | MD            | Annapolis      | Baltimore      | 27,0               | 6 052 177            | 28 april 1788 *         | Old Line State, Free State                       |
| Massachusetts        | Massachusetts  | MA            | Boston         | Boston         | 21,4               | 6 859 819            | 6 februari 1788 *       | Bay State, Old Colony                            |
| Michigan             | Michigan       | MI            | Lansing        | Detroit        | 151,5              | 9 962 311            | 26 januari 1837         | Great Lakes State, Wolverine State               |
| Minnesota            | Minnesota      | MN            | Saint Paul     | Minneapolis    | 218,6              | 5 576 606            | 11 maj 1858             | North Star State, Gopher State                   |
| Mississippi          | Mississippi    | MS            | Jackson        | Jackson        | 123,5              | 2 984 100            | 10 december 1817        | Magnolia State                                   |
| Missouri             | Missouri       | MO            | Jefferson City | Kansas City    | 180,5              | 6 113 532            | 10 augusti 1821         | Show Me State                                    |
| Montana              | Montana        | MT            | Helena         | Billings       | 380,8              | 1 050 493            | 8 november 1889         | Treasure State                                   |
| Nebraska             | Nebraska       | NE            | Lincoln        | Omaha          | 200,0              | 1 920 076            | 1 mars 1867             | Cornhusker State                                 |
| Nevada               | Nevada         | NV            | Carson City    | Las Vegas      | 286,2              | 2 998 039            | 31 oktober 1864         | Sagebrush State, Battle Born State, Silver State |
| New Hampshire        | New Hampshire  | NH            | Concord        | Manchester     | 24,0               | 1 342 795            | 21 juni 1788 *          | Granite State                                    |
| New Jersey           | New Jersey     | NJ            | Trenton        | Newark         | 20,2               | 9 005 644            | 18 december 1787 *      | Garden State                                     |
| New Mexico           | New Mexico     | NM            | Santa Fe       | Albuquerque    | 315,1              | 2 088 070            | 6 januari 1912          | Land of Enchantment                              |
| New York (delstat)   | New York       | NY            | Albany         | New York       | 128,4              | 19 849 399           | 26 juli 1788 *          | Empire State, Big Apple                          |
| North Carolina       | North Carolina | NC            | Raleigh        | Charlotte      | 136,1              | 10 273 419           | 21 november 1789 *      | Tar Heel State, Old North State                  |
| North Dakota         | North Dakota   | ND            | Bismarck       | Fargo          | 183,1              | 755 393              | 2 november 1889         | Peace Garden State                               |
| Ohio                 | Ohio           | OH            | Columbus       | Columbus       | 106,8              | 11 658 609           | 1 mars 1803             | Buckeye State                                    |
| Oklahoma             | Oklahoma       | OK            | Oklahoma City  | Oklahoma City  | 181,0              | 3 930 864            | 16 november 1907        | Sooner State                                     |
| Oregon               | Oregon         | OR            | Salem          | Portland       | 251,1              | 4 142 776            | 14 februari 1859        | Beaver State                                     |
| Pennsylvania         | Pennsylvania   | PA            | Harrisburg     | Philadelphia   | 117,4              | 12 805 537           | 12 december 1787 *      | Keystone State                                   |
| Rhode Island         | Rhode Island   | RI            | Providence     | Providence     | 3,1                | 1 059 639            | 29 maj 1790 *           | Little Rhody, Ocean State                        |
| South Carolina       | South Carolina | SC            | Columbia       | Charleston     | 80,4               | 5 024 369            | 23 maj 1788 *           | Palmetto State                                   |
| South Dakota         | South Dakota   | SD            | Pierre         | Sioux Falls    | 199,9              | 865 454              | 2 november 1890         | Mount Rushmore State, Coyote State               |
| Tennessee            | Tennessee      | TN            | Nashville      | Memphis        | 109,4              | 6 715 984            | 1 juni 1796             | Volunteer State                                  |
| Texas                | Texas          | TX            | Austin         | Houston        | 692,3              | 28 304 596           | 29 december 1845        | Lone Star State                                  |
| Utah                 | Utah           | UT            | Salt Lake City | Salt Lake City | 219,9              | 3 101 833            | 4 januari 1896          | Beehive State                                    |
| Vermont              | Vermont        | VT            | Montpelier     | Burlington     | 24,8               | 623 657              | 4 mars 1791             | Green Mountain State                             |
| Virginia             | Virginia       | VA            | Richmond       | Virginia Beach | 105,7              | 8 470 020            | 25 juni 1788 *          | Old Dominion                                     |
| Washington (delstat) | Washington     | WA            | Olympia        | Seattle        | 176,6              | 7 405 743            | 11 november 1889        | Evergreen State                                  |
| West Virginia        | West Virginia  | WV            | Charleston     | Charleston     | 62,8               | 1 815 857            | 20 juni 1863            | Mountain State                                   |
| Wisconsin            | Wisconsin      | WI            | Madison        | Milwaukee      | 145,4              | 5 795 483            | 29 maj 1848             | Badger State                                     |
| Wyoming              | Wyoming        | WY            | Cheyenne       | Cheyenne       | 253,5              | 579 315              | 10 juli 1890            | Equality State                                   |

* Datum när de tretton första delstaterna ratificerade USA:s konstitution

## Federalt distrikt
| Flagga | Namn                 | Förkortning | Huvudstad        | Area, tusental km² | Befolkning, tusental (år 2000) | Bildat       |
| ------ | -------------------- | ----------- | ---------------- | ------------------ | ------------------------------ | ------------ |
|        | District of Columbia | DC          | Washington, D.C. | 0,177              | 572                            | 16 juli 1790 |

## Territorier
| Flagga | Namn                     | Förkortning   | Huvudstad        | Area, tusental km² | Befolkning, tusental (år 2000) | Annekterat av USA |
| ------ | ------------------------ | ------------- | ---------------- | ------------------ | ------------------------------ | ----------------- |
|        | Amerikanska Jungfruöarna | VI eller USVI | Charlotte Amalie | 0,346              | 108                            | 1954              |
|        | Amerikanska Samoa        | AS            | Pago Pago        | 0,199              | 57                             | 1899              |
|        | Guam                     | GU            | Hagåtña          | 0,541              | 155                            | 1898              |
|        | Puerto Rico              | PR            | San Juan         | 9,1                | 3 913                          | 1898              |

| Namn            | Annekterat av USA | Area, km² |
| --------------- | ----------------- | --------- |
| Bakerön         | 1856              | 2,3       |
| Howlandön       | 1858              | 1,6       |
| Jarvisön        | 1856              | 5,7       |
| Johnstonatollen | 1859              | 2,6       |
| Kingmanrevet    | 1860              | 0,03      |
| Midwayöarna     | 1867              | 7,8       |
| Navassaön       | 1858              | 7,8       |
| Palmyraatollen  | 1898              | 3,9       |
| Wake Island     | 1899              | 6,5       |